# Protogrammus alboranensis
Protogrammus alboranensis là một loài cá biển thuộc chi Protogrammus trong họ Cá đàn lia. Loài này được mô tả lần đầu tiên vào năm 2016.

## Danh pháp khoa học
Từ alboranensis trong danh pháp khoa học của P. alboranensis bắt nguồn từ tên gọi của biển Alboran, nơi đầu tiên tìm thấy loài cá này.

## Phân bố và môi trường sống
P. alboranensis được phát hiện lần đầu tiên tại biển Alboran (ở khu vực ngoài khơi Tây Ban Nha), cực tây của Địa Trung Hải, được thu thập ở độ sâu 113 m trên đáy cát, nơi có nhiều vỏ của loài sò Neopycnodonte cochlear. Vào tháng 6 năm 2017, một mẫu vật của P. alboranensis đã được thu thập ở độ sâu 159 m, ngoài khơi phía bắc Mallorca (thuộc quần đảo Balearic).

## Mô tả
Chiều dài tối đa được ghi nhận ở cá trưởng thành là khoảng 5 cm. P. alboranensis là loài dị hình giới tính. Đầu màu nâu xám nhạt với một vài đốm vàng trên má và xương nắp mang. Vùng chẩm màu hồng. Cơ thể có màu xám nhạt, với bốn mảng đốm dọc lưng màu nâu sẫm. Vây lưng đầu tiên có màu sẫm ở cận rìa, với một đốm đen ở trên màng vây thứ ba. Vây lưng thứ hai có bốn đường sọc ngang màu vàng. Vây hậu môn có màu sẫm đen ở rìa. Một phần ba của vây đuôi dưới có màu đen; phần trên của vây đuôi có các sọc và đốm vàng. Vây ngực trắng nhạt. Vây bụng có màu xám trên tia thứ ba và thứ tư. Cá mái khác cá đực ở chỗ, không có chấm vàng trên má. Vây lưng đầu tiên có đốm màu xám; vây lưng thứ hai có những đốm nâu trên các tia vây. Vây hậu môn trong suốt. Vây ngực có màu trắng trơn. Vây bụng có màu trắng với ba đốm đen nằm gần gốc. Vây đuôi trong suốt với ba hàng đốm dọc trên các tia vây.
Số gai ở vây lưng: 4; Số tia vây mềm ở vây lưng: 8; Số gai ở vây hậu môn: 0; Số tia vây mềm ở vây hậu môn: 7; Số tia vây mềm ở vây ngực: 20 - 22; Số gai ở vây bụng: 1; Số tia vây mềm ở vây bụng: 5.